# Anosia albinus
Anosia albinus är en fjärilsart som beskrevs av Lanz 1896. Anosia albinus ingår i släktet Anosia och familjen praktfjärilar. Inga underarter finns listade i Catalogue of Life.